# 軽食の終わり
『軽食の終わり』（けいしょくのおわり、仏: Fin de collation）、または『デザート』（仏: Un dessert、英: A Dessert）、または『朝食の静物』 (ちょうしょくのせいぶつ、英: Breakfast Still-Life）は、オランダ絵画黄金時代の画家ウィレム・クラースゾーン・ヘーダが1637年に板上に油彩で制作した絵画である。左側の錫のゴブレットの上に「Heda 1637」という画家の署名と制作年が記されている。ナポレオン戦争中の1809年にフランス軍によって掠奪された作品で、現在、パリのルーヴル美術館に所蔵されている。

## 作品
本作はヘーダの画業中期の作品で、この時期の彼の静物画は垂直線と水平線によって形成される深い奥行きが特徴である。画面には食後の食卓の様子が描かれている。テーブルの半分はかすかに折り目が見える白いクロスで覆われ、その上に銀の皿が2枚、形の異なるグラスが2つ、繊細な装飾模様が彫ってあるゴブレットと塩壺が置かれている。
背の高い、細い多面体のグラスがテーブルの上に柱のように屹立している一方、左側のもう1つのグラスが1枚の皿の上に倒れている。そのグラスと皿の間にはナイフが危なっかしく置かれており、いつテーブルから落ちてしまうかわからない。皿の上には食べ残したパイと取り分け用のスプーン、テーブルの上にはクルミ、ヘーゼルナッツがあり、倒れているグラスには微量の赤ワインが残っている。このことから、誰かが食卓を離れたばかりであるような生々しい現実感が表されている。
色調は画家の中期の作品であることを示す、柔かで抑制されたものである。全体にモノクロームの画面はかすかな光の輝きを示すだけであるが、光を浴びた事物はそれぞれに備わる質感、表面の特性が見事に描きだされており、実際に手で触れられるかのような存在感が生まれている。一方、ヘーダの描写はごく微細なものにまで及び、右側の精巧に彫り込まれた塩壺の脚の部分はスフィンクスの脚となっている。また、横倒しになったグラスの曲面には部屋の窓が映っているが、これは画家にとって腕の見せどころであったに違いない。